# Dolichopeza (Dolichopeza) howesi
Dolichopeza (Dolichopeza) howesi is een tweevleugelige uit de familie langpootmuggen (Tipulidae). De soort komt voor in het Australaziatisch gebied.